# Mesaxymyia kerteszi
Mesaxymyia kerteszi is een muggensoort uit de familie van de Axymyiidae. De wetenschappelijke naam van de soort is voor het eerst geldig gepubliceerd in 1930 door Duda.